# Whit Holcomb-Faye
Robert „Whit“ Holcomb-Faye (* 19. September 1984 in Winston-Salem, North Carolina) ist ein ehemaliger US-amerikanischer Basketballspieler. Nach dem Studium in seinem Heimatland wurde Holcomb-Faye Berufsbasketballspieler in Europa und spielte insbesondere in der zweiten deutschen Liga ProA. In der höchsten Spielklasse Basketball-Bundesliga stand er kurz in Tübingen unter Vertrag. Holcomb-Faye spielte ebenfalls in der österreichischen Basketball-Bundesliga für Wels sowie in den Niederlanden und in Belgien.

## Werdegang
Holcomb-Faye gehörte als Heranwachsender der Schulmannschaft der Reynolds High School in Winston-Salem an. Sein Bruder Travis war dort sein Mannschaftskamerad. Gefördert wurden beide zeitweise von ihrem Vater als Trainer. Die Brüder wurden 2022 in die Ruhmeshalle der Schule aufgenommen.
Er ging 2002 zum Studium an die Radford University in Radford (Bundesstaat Virginia), wo er für die Hochschulmannschaft Highlanders in der Big South Conference der NCAA Division I spielte. Den Highlanders sowie die Big South Conference insgesamt besitzen im Basketball innerhalb der NCAA kein besonderes Renommee; so gelang den Eagles der Winthrop University erst 2007 mit Torrell Martin der erste Sieg überhaupt in einem Spiel bei einer landesweiten Endrunde der NCAA. An der Radford University wurde Holcomb-Faye der Spieler mit den zweitmeisten Punkten der Mannschaftsgeschichte und mit dem zweitbesten Punkteschnitt pro Spiel. Die Highlanders gewannen innerhalb der Zeit von Holcomb-Faye keine Meisterschaft in ihrer Conference und qualifizierten sich nicht für eine NCAA-Endrunde.
Trotzdem wurde Holcomb-Faye 2006 Profi und bekam einen Vertrag beim deutschen Verein 1. FC Kaiserslautern in der 2. Basketball-Bundesliga Gruppe Süd. Die Pfälzer erreichten am Saisonende den zweiten Tabellenplatz und verpassten nur um einen Sieg den Aufstieg in die höchste Spielklasse. In der folgenden Saison wurden die regionalen Gruppen der zweiten Liga zusammengelegt und in zwei Staffeln hierarchisch geteilt. Die Lauterer trennten sich vom Gesamtverein und machten sich als Braves selbständig, um in der oberen Staffel ProA zu spielen. Hier erreichte man am Saisonende auf dem dritten Tabellenplatz erneut den besten Nicht-Aufstiegsplatz. Für die darauffolgende Spielzeit 2008/09 wechselte Holcomb-Faye zum Ligakonkurrenten BBC Bayreuth, mit dem er am Ende erneut Dritter wurde und den Aufstiegsplatz nur wegen des schlechteren direkten Vergleichs gegenüber Phoenix Hagen verpasste. Anschließend kehrte er für die ProA-Saison 2009/10 zu den Braves zurück, die ihre Heimspiele mittlerweile in Homburg austrugen und sich deshalb Saar-Pfalz Braves nannten. Erneut wurde man Dritter am Ende der Spielzeit und verpasste den Aufstiegsplatz nur um einen Sieg.
2010 gelang Holcomb-Faye schließlich doch der Sprung in die höchste deutsche Spielklasse, als er einen Vertrag beim Erstligisten Tigers Tübingen unterschrieb. Hier spielte er wieder mit Chris Oliver zusammen, der schon bei den Radford Highlanders sein Mannschaftskamerad gewesen war. Der befristete Vertrag wurde jedoch Ende November 2010 nach wenigen Einsätzen nicht verlängert, da bisher ausgefallene Spieler ihre Verletzungen auskuriert hatten. Im Anschluss wechselte Holcomb-Faye in die höchste österreichische Spielklasse zum WBC Raiffeisen Wels. Der Meister von 2009 erreichte nach der Hauptrunde jedoch nur einen achten Platz und spielte am Ende nicht mit um den Meisterschaftstitel. Zur ProA-Saison 2011/12 kehrte Holcomb-Faye nach Deutschland zurück und half Erstliga-Absteiger Mitteldeutscher BC aus Weißenfels beim Meisterschaftsgewinn und der sofortigen Rückkehr ins Oberhaus. Der MBC verlängerte anschließend jedoch den Vertrag nicht, Holcomb-Faye wechselte zur Spielzeit 2012/13 in die niederländische FEB zu Aris Leeuwarden. Anschließend spielte er im selben Jahr für Zorg en Zekerheid Leiden. Den Abschluss seiner Zeit als Berufsbasketballspieler bildeten zwei Jahre beim RBC Verviers-Pepinster in Belgien.
Holcomb-Faye kehrte in sein Heimatland zurück und wurde als Basketballtrainer im Jugendbereich tätig. 2019 wurde er in die Ruhmeshalle der Radford University aufgenommen.